# Hugo Sánchez
Hugo Sánchez Márquez (Mexico City, 11. srpnja 1958.) – meksički nogometaš i trener. Nastupio je na 3 Svjetska prvenstva za reprezentaciju Meksika. Bio je 5 puta najbolji strijelac španjolske lige, drugi je najbolji strijelac španjolske lige u povijesti. U izboru FIFE 1999. godine, nalazi se na 26. mjestu na popisu najboljih nogometaša 20. stoljeća, najviše je rangirani nogometaš iz Sjeverne i Srednje Amerike. Najuspješniji je meksički nogometaš u povijesti.

## Klupska karijera
Kao tinejdžer igrao je za reprezentaciju Meksika na Olimpijskih igrama 1976. godine. Igrao je za meksički klub UNAM Pumas, koji je ujedno i sveučilišni klub. Uz igranje nogometa, završio je i studij stomatologije. S klubom osvojio je 2 naslova prvaka Meksika 1977. i 1980. godine. Bio je najbolji strijelac prvenstva 1978. i 1980. godine. Te godine s klubom osvojio je i Kup CONCACAF-a. Preko ljeta, u pauzi meksičkog prvenstva,  igrao je na posudbi u američkoj ligi za Sockers 1979. i 1980. godine. Postizao je gotovo gol po utakmici. 
Poslije 5 sezona u meksičkoj ligi i 99 golova, potpisao je ugovor s Atléticom iz Madrida. U početku se privikavao, kasnije je redovito zabijao. U sezoni 1984./'85. osvojio je dva kupa s Atleticom i bio je najbolji strijelac lige. Potpisao je za Real Madrid 1985. godine. U sljedećih 5 sezona, Real je osvojio 5 španjolskih prvenstava za redom, jedan kup i Kup UEFE 1986. godine. Sanchez je u 283 utakmice postigao 203 gola. Bio je najbolji strijelac španjolske lige 4 puta dok je igrao za Real Madrid. Od 1986. do 1990. godine, svake je godine u prvenstvu postigao najmanje 27 golova, a u sezoni 1989./'90. čak 38 golova, zbog čega je dobio nagradu za najboljeg strijelca u europskim ligama te sezone. Još je u europskim klupskim natjecanjima postigao 47 golova u 45 utakmica. Vratio se u meksičku ligu 1992. godine, a poslije je još igrao za klubove iz Španjolske, Austrije i SAD-a. Karijeru je završio u Atléticu Celaya.

## Reprezentativna karijera
Za meksičku nogometnu reprezentaciju odigrao je 60 utakmica i postigao 29 golova. Nastupio je na 3 svjetska prvenstva 1978., 1986., kada je Meksiko bio domaćin i 1994. godine. U 8 nastupa dao je 1 gol.
S reprezentacijom nije postigao velike uspjehe. Oprostio se od klupskog nogometa 1997. godine igrajući s Realom na stadionu Santiago Bernabéu, a od reprezentacije u kvalifikacijama za Svjetsko prvenstvo 1998., kada je simbolički samo puknuo loptu.
Poslije golova izvodio je salto, kako bi proslavio postizanje golova. Postigao je i nekoliko akrobatskih golova. U mladosti je trenirao gimnastiku, a njegova sestra nastupila je u gimnastici na Olimpijskim igrama u Montrealu 1976.

## Trenerska karijera
Trenirao je meksički klub UNAM Pumas duži niz godina. Godine 2004., klub je osvojio 4 trofeja u 4 natjecanja u kojima su sudjelovali. Sljedeće godine, klub je imao najgoru sezonu u povijesti i Sánchez je odstupio. 
Kratko je bio na klubi meksičkog kluba Nexaca, a zatim je bio izbornik meksičke reprezentacije. Istakao se emocionalnim ispadima i verbalnim sukobima s kritičarima. Na izdanju Zlatnog kupa, Meksiko je u finalu izgubio od SAD-a 2007. godine. Iste godine na natjecanju Copa América, Meksiko je pobijedio Brazil 2-0 i došao do polufinala, gdje je izgubio od Argentine 0:3. Osvojili su 3. mjesto. Meksiko se nije uspio plasirati na Olimpijske igre 2008. godine. Nakon niza loših rezultata, smijenjen je s izborničkog mjesta. 
Bio je trener španjolske Almeríje. Spasio je klub od ispadanja u drugu španjolsku ligu, smijenjen je u prosincu 2009. godine.